# 景尾隘勇線
景尾隘勇線啟於明治30年(1897)年，是臺灣日治時期總督府專門圍堵臺北景尾山區一帶的泰雅族原住民之隘勇防衛線制度。

## 簡介
隘勇的防衛制度是台灣日治初期，日本政府沿著臺灣殖民地的邊境修築的邊防系統，將台灣原住民政權所轄的山地區域與其附近山腰或平地等由日本政府控制的地區，做一明顯的界線切割。而利用鐵絲，木牆，哨站所延伸或拓展的防衛線就叫做隘勇線。
明治30年(1897年)5月，為保護臺北縣蕃界附近的樟腦製造與開墾造林的民眾，設置「景尾辦務署」，於冷水坑、亁溝地方的北勢溪一帶配置警察設置隘勇線，及從臺灣漢人中挑選隘勇來防衞，為日本治臺後官方版臺灣隘勇線之濫觴。景尾隘勇線的分布延伸約為：臺北北粗堀南方－直潭－塗潭－四十分－雷公坡－景美雙溪口－礦堀－仙叭口－橫溪，面積達30平方公里以上。一般說來，景尾隘勇線的作用在於保護景尾山區附近的村落；尤其是今公館一帶於20世紀初期聚集的臺北市南方日本官署建築與日籍移民之民居，至明治33年景尾隘勇線配置的隘勇達60人。
明治33年(1900年)，臺北縣招募隘丁350名，於與山區泛泰雅政權領土連接處防守以備偷襲，並自東部軍械局獲得槍支，由辦務署分發給隘勇。